# Discesa sulla Luna
Discesa sulla Luna (Lunar Descent) è un racconto di fantascienza dello scrittore statunitense Allen Steele pubblicato nel 1991.
L'opera, ambientata sulla Luna e nella sua orbita, narra in modo realistico le storie quotidiane di lavoratori impegnati nei lavori di manutenzione e di gestione di un insediamento lunare.

## Storia editoriale
Il romanzo è il terzo di una serie ambientata nello spazio vicino (Near-Space) composta da cinque romanzi in tutto: Orbita Olympus (Orbital Decay, 1989), 2049, Contea di Clarke (Clarke County, Space, 1990), Discesa sulla Luna (Lunar Descent, 1991), Nel labirinto della notte (Labyrinth of Night, 1992), L'ultimo giorno di William Tucker (A King of Infinite Space, 1997).
Al secondo romanzo della serie sarebbe dovuta seguire l'opera Nel labirinto della notte, tuttavia la scrittura si stava facendo difficile e l'autore pensò di proporre alla casa editrice Ace Books un romanzo che colmasse alcune lacune lasciate nella narrazione da 2049, Contea di Clarke, ossia la storia della colonizzazione lunare e della stazione lunare Descartes, brevemente descritta in Orbita Olympus. La proposta fu accettata e Discesa sulla Luna divenne quindi il trait d'union tra i primi due libri, consequenzialmente posizionato tra questi, pubblicato nel 1991, anche se le storie narrate nei primi tre volumi della serie Near-Space trattano vicende non strettamente collegate e possono perciò essere lette in modo non sequenziale.
L'idea di base del romanzo Discesa sulla Luna venne a Steele durante un concerto del suo gruppo musicale preferito, i Grateful Dead, tenutosi nel Foxboro Stadium nello Stato del Massachusetts; le luci accese tra il pubblico furono immaginate dallo scrittore come le lampade da lavoro di minatori e dei loro mezzi di servizio sulla superficie lunare. Quando il gruppo attaccò a suonare la cover di Willie Dixon, Wang Dang Doodle, Steele pensò di citare il testo della canzone nel romanzo. Nonostante i temi trattati siano molto seri, ad esempio i diritti sindacali dei lavoratori e il loro sfruttamento, la storia è narrata con leggerezza e sarcasmo, cosa questa che è stata giudicata negativamente da alcuni critici e lettori.

## Trama
La stazione lunare Descartes, gestita dalla società SkyCorp, è stata costruita ampliando una dismessa installazione della NASA. La principale attività dei minatori è estrarre ghiaccio dai resti di un meteorite nel Cratere di Byrd nei pressi del Polo Nord del Satellite. L'acqua ricavata viene utilizzata per le esigenze della base lunare e venduta alle stazioni orbitali intorno alla Terra. Nella base vengono inoltre prodotti pannelli fotovoltaici e alluminio principalmente per la costruzione di nuove stazioni orbitali. I tecnici della stazione provvedono anche alla manutenzione dell'osservatorio "Stephen Hawking" posizionato nel Cratere Krasovsky sulla faccia nascosta.
I lavoratori fanno abitualmente uso di droghe e di alcool per alleviare la noia dei lunghi periodi passati lontano dalla Terra e alcuni di loro contrabbandano materiale sottratto dai container spediti dalla Terra ma diretti alle stazioni orbitali, abbordati con una navetta di servizio e depredati. La SkyCorp, per riportare l'ordine sull'installazione, è già ricorsa a massicci licenziamenti. In uno di questi, insieme a circa cinquanta lavoratori lunari, i cosiddetti "Cani della Luna", è stato licenziato anche il direttore generale. Arnie Moss, dirigente della SkyCorp con trascorsi quale tecnico sulla base Descartes, contatta l'ex compagno di lavoro, Lester Riddell, già licenziato anni addietro perché tossicodipendente ed alcolista, per proporgli di ritornare sulla Luna a dirigere l'installazione con nuovi lavoratori appena addestrati. Lester dapprima rifiuta ma poi accetta l'incarico. L'idea della SkyCorp è che Lester, visti i pessimi trascorsi, fallisca il compito di riportare l'ordine e la produttività nell'impianto lunare così da poterlo vendere a una società giapponese senza sollevare beghe sindacali. La SkyCorp aveva deciso da tempo di non investire più sulla base e aveva interrotto i rifornimenti di generi non di primissima necessità ai lavoratori, lesinando addirittura i pezzi di ricambio per i veicoli e le strutture.
Lester raggiunge la base Descartes dopo un difficile viaggio tormentato dalla sindrome da adattamento allo spazio. Viene accolto inizialmente con ostilità ma il suo modo di fare risoluto e al contempo razionale, a poco a poco gli fa conquistare la stima dei sottoposti. Molti sono i problemi a cui Lester deve fare fronte: personale neoassunto male addestrato, veterani demotivati e male retribuiti, continui guasti ai mezzi, tra cui l'avaria di uno shuttle che quasi costa la vita allo stesso Lester, e l'imminente esaurimento della riserva di ghiaccio estratto dal meteorite nel Cratere di Byrd. La geologa della base, la giovane e affascinante Butch Peterson, stima che entro pochi mesi l'acqua si sarà esaurita. Anche le spregiudicate tattiche attuate dalla SkyCorp per arrestare il contrabbando dei "Cani della Luna" non aiuta a ristabilire l'ordine sulla base: una trappola costituita da una bomba a vernice esplode all'interno di un container non appena caricato a bordo di un cargo di contarabbandieri, causando il ferimento di uno dei tre membri dell'equipaggio, lavoratori della Descartes, e la distruzione dell'astronave. Nonostante i contrattempi la produzione sale a livelli insperati ma i promessi incentivi economici tardano ad essere concessi dalla SkyCorp agli operai. Quando la notizia del prossimo esaurimento della riserva d'acqua si diffonde sulla terra, le azioni della SkyCorps crollano, spingendo la Società ad affrettare la vendita della base lunare ad un'impresa giapponese.
Saputa la notizia dell'imminente vendita della stazione e del conseguente licenziamento, il personale entra in sciopero. Alla protesta aderisce anche Lester, conscio dei veri motivi che avevano fatto decidere la SkyCorp a riassumerlo, disgustato dalla latitanza del sindacato. La SkyCorp invia le forze armate per riprendere il controllo della base ma trova i "Cani della Luna" pronti a riceverli. La resistenza dei lavoratori lunari, che utilizzano con fantasia le strumentazioni di lavoro per la difesa, ha inizialmente successo ma dovrà poi capitolare davanti alla potenza di fuoco dei militari e solo la fortuna evita che ci siano vittime. Subito dopo la capitolazione un'inaspettata notizia rovescia le sorti della vicenda. Un truffatore, Willard DeWitt, nascostosi sotto falso nome sulla Luna, utilizzando le sue abilità finanziarie e informatiche, con l'aiuto del disc jockey Harry Drinkwater, ha messo in piedi un complicato raggiro ai danni della SkyCorp inducendola a svendere le sue quote della stazione Descartes, deprezzate per via dello sciopero, agli stessi lavoratori che ne sono diventati proprietari. Drinkwater ha informazioni che nessuno altro sa: interpretando i dati provenienti dall'osservatorio lunare e le ricerche di Peterson, ha scoperto che l'asteroide 2024 Garbo sarebbe transitato a poca distanza dall'orbita lunare, ricco di ghiaccio pronto per essere estratto dai "Cani della Luna". Finalmente indipendenti e con una prospettiva di grossi guadagni, tutti sulla base Descartes si rimettono al lavoro con rinnovato entusiasmo. Lester ritenendo la sua presenza oramai inutile, rientra sulla Terra promettendo però alla geologa Peterson, della quale si è innamorato e con la quale ha avuto una relazione, di rincontrarla presto.

## Personaggi
Lester RiddellEx alcolista e tossicodipendente, responsabile della morte di un collega sulla base lunare e per questo licenziato. Anni dopo viene riassunto dalla SkyCorp come nuovo direttore generale della base dopo un massiccio licenziamento degli organici.
Arnie MossEx compagno di lavoro di Lester, ha fatto carriera ed ora è un dirigente della SkyCorp.
Willard DeWittHacker e truffatore dalle molte identità. Ricercato dalla polizia per uno dei suoi ultimi raggiri, fugge sulla Luna sotto falso nome, Jeremy Schneider.
Tina McGrawL'intransigente responsabile della sicurezza, neoassunta sulla base lunare.
Lewis "Monk" WalkerIl medico della stazione Descartes, ha fotto voto di castità per motivi religiosi.
Susan "Butch" PetersonDopo essersi laureata, ha lasciato una promettente carriera da fotomodella per seguire le sue aspirazioni: è la geologa della stazione Descartes ed ha una relazione con Lester.
Harry DrinkwaterLavora come disc jockey con il nome d'arte di "Moondog McCloud" nell'unica radio che trasmette dallo spazio. Ha avuto un lungo trascorso di speaker radiofonico in moltissime emittenti statunitensi, dalle quali è stato sempre cacciato per le sue idee e le sue trasmissioni contestatrici. Collabora con DeWitt per mettere a segno il "raggiro" contro la SkyCorp.
Annie NoonanResponsabile di carico sugli shuttle lunari, pratica il contrabbando con i compagni.
"Mighty Bob" YoungPilota esperto e contrabbandiere per arrotondare il salario.
E. Quackenbush "Quack" Lippincott IIResponsabile delle operazioni di ricerca e soccorso della base lunare.
Honest YuryAnticonvenzionale artista, vive come un eremita poco distante dalla stazione Descartes, in una installazione abbandonata. Il suo vero nome è Gregor Gagarin ed è il nipote del famoso astronauta. È gravemente ammalato a causa delle forti radiazioni assorbite quotidianamente sulla superficie lunare.

## Edizioni
- (EN) Allen Steele, Lunar Descent, 1ª ed., Ace Books, 1991.
- Allen Steele, Discesa sulla Luna, traduzione di Roberto Marini, Urania n.1270, Mondadori, 1995.
- (EN) Allen Steele, Lunar Descent, Open Road Media, 2015, ISBN 9781453274798.